# Aleea blestemului
Aleea blestemului (titlu original: Damnation Alley) este un film SF thriller postapocaliptic american din 1977 regizat de Jack Smight. Rolurile principale au fost interpretate de actorii Jan-Michael Vincent, George Peppard, Dominique Sanda, Paul Winfield și Jackie Earle Haley. Filmul este vag bazat pe romanul omonim scris de Roger Zelazny. Lui Zelazny i-a plăcut scenariul inițial al lui Lukas Heller, așteptându-se ca aceea să fie versiunea filmată; doar când a vizionat filmul și-a dat seama că scenariul lui Alan Sharp era destul de diferit de cel original. Nu i-a plăcut niciodată filmul și a fost deranjat de el, totuși afirmațiile că ar fi cerut să-i fie eliminat numele din film (și că studioul ar fi refuzat) sunt nefondate. Filmul a fost lansat înainte ca Zelazny să își dea seama că nu-i place.

## Prezentare
Povestea începe într-o Californie post-apocaliptică, într-o lume devastată de un război nuclear cu decenii în urmă. Câteva state cu regimuri represive s-au ridicat pe ruinele fostelor State Unite ale Americii. Vânturi cu forța unor uragane împiedică orice fel de călătorie aeriană dintr-un stat în altul, iar furtunile violente și imprevizibile au transformat viața într-un mic iad.
Lui Hell Tanner, un ucigaș reținut de poliție, i se oferă grațierea în schimbul unei misiuni aparent suicidale - traversarea "Drumului iadului" de-a latul Americii, de la Los Angeles la Boston - în care trebuie să ducă un vaccin care să oprească epidemia care răvășește coasta estică a Americii.

## Distribuție
- Jan-Michael Vincent - 1st Lt. Jake Tanner
- George Peppard - Major Eugene "Sam" Denton
- Dominique Sanda - Janice
- Paul Winfield - Keegan
- Jackie Earle Haley - Billy
- Kip Niven - Lt. Tom Perry
- Mark L. Taylor - Haskins
- Robert Donner - Man / Guard
- Murray Hamilton (nem.) - General Landers

## Vezi și
- Listă de filme apocaliptice
- Listă de filme despre cel de-Al Treilea Război Mondial